# Eclytus sibiricus
Eclytus sibiricus là một loài tò vò trong họ Ichneumonidae.